# Thierry Tulasne
Thierry Tulasne (Aix-les-Bains, 12 juli 1963) is een Frans voormalig tennisspeler.

## Carrière-overzicht
Tulasne, wiens vader een tennisclub uitbaatte, was een zeer succesrijke jeugdspeler. In 1978 won hij de Orange Bowl bij de -16-jarigen en in 1980 werd hij wereldkampioen bij de junioren en won hij het juniortoernooi van Wimbledon en het internationaal kampioenschap van Italië.
Als prof wist hij dergelijke successen niet te behalen. Zijn beste resultaten op de Grandslamtoernooien waren twee achtste finales op Roland Garros. Zijn favoriete ondergrond was gravel. Hij won vijf ATP-toernooien, waarvan vier op gravel. Zijn belangrijkste overwinning was die in de finale van het ATP-toernooi van Barcelona in 1985, waar hij in vijf sets Mats Wilander versloeg, die de vorige drie edities had gewonnen. Zijn hoogste notering in de ATP-ranglijst was plaats 10 in augustus 1986. In Frankrijk was hij na Yannick Noah en Henri Leconte de nummer drie.
Tulasne speelde voor het Franse Davis Cupteam in 1981, '82, '83, '86, '87 en '88. Hij beëindigde zijn carrière in 1991 en werd nadien trainer bij de Franse tennisbond FFT. Hij trainde onder anderen Sébastien Grosjean, Paul-Henri Mathieu en Gilles Simon.

## Palmares

### Enkelspel
| Nr.              | Datum             | Toernooi     | Ondergrond       | Tegenstander in finale | Score                   | Details |
| ---------------- | ----------------- | ------------ | ---------------- | ---------------------- | ----------------------- | ------- |
| Gewonnen finales |                   |              |                  |                        |                         |         |
| 1.               | 20 juli 1981      | Båstad       | gravel           | Anders Järryd          | 6-2, 6-3                | details |
| 2.               | 10 juni 1985      | Bologna      | gravel           | Claudio Panatta        | 6-2, 6-0                | details |
| 3.               | 9 september 1985  | Palermo      | gravel           | Joakim Nyström         | 6-1, 6-0                | details |
| 4.               | 23 september 1985 | Barcelona    | gravel           | Mats Wilander          | 0-6, 6-2, 3-6, 6-4, 6-0 | details |
| 5.               | 10 maart 1986     | Metz         | indoor hardcourt | Broderick Dyke         | 6-4, 6-3                | details |
| Verloren finales |                   |              |                  |                        |                         |         |
| 1.               | 21 september 1981 | Bordeaux     | gravel           | Andrés Gómez           | 7-6, 7-6, 6-1           | details |
| 2.               | 28 april 1986     | Indianapolis | gravel           | Andrés Gómez           | 6-4, 7-6                | details |
| 3.               | 28 juli 1986      | Washington   | gravel           | Karel Nováček          | 6-1, 7-6                | details |
| 4.               | 8 september 1986  | Genève       | gravel           | Henri Leconte          | 7-5, 6-3                | details |

## Prestatietabellen
| Legenda | Legenda                          |
| ------- | -------------------------------- |
| g.t.    | geen toernooi gehouden           |
| l.c.    | lagere categorie                 |
| –       | niet deelgenomen                 |
| G       | uitgeschakeld in de groepsfase   |
| 1R      | uitgeschakeld in de eerste ronde |
| 2R      | uitgeschakeld in de tweede ronde |
| 3R      | uitgeschakeld in de derde ronde  |
| 4R      | uitgeschakeld in de vierde ronde |
| KF      | uitgeschakeld in de kwartfinale  |
| HF      | uitgeschakeld in de halve finale |
| F       | de finale verloren               |
| W       | het toernooi gewonnen            |
| w-v     | winst/verlies-balans             |

### Prestatietabel grand slam, enkelspel
| Toernooi        | 1980 | 1981 | 1982 | 1983 | 1984 | 1985 | 1986 | 1987 | 1988 | 1989 | 1990 | 1991 |
| --------------- | ---- | ---- | ---- | ---- | ---- | ---- | ---- | ---- | ---- | ---- | ---- | ---- |
| Australian Open | 1R   | 2R   | –    | –    | –    | –    | –    | –    | 1R   | 1R   | 1R   | 1R   |
| Roland Garros   | 2R   | 4R   | 2R   | 2R   | 3R   | 1R   | 1R   | 3R   | 3R   | 4R   | 1R   | –    |
| Wimbledon       | –    | 1R   | 2R   | –    | –    | –    | –    | –    | –    | –    | –    | –    |
| US Open         | 3R   | 1R   | 2R   | 1R   | 1R   | 3R   | 1R   | 1R   | 1R   | –    | –    | –    |